# Il cappello sulle ventitré
Il cappello sulle ventitré è stato un programma televisivo trasmesso da Rai 2 dal 1 gennaio 1983 al 27 settembre 1986 nel palinsesto delle trasmissioni di seconda serata del sabato.

## Storia
Il programma, trasmesso dallo studio Fiera 3 di Milano, ricostruiva l'atmosfera dei night club dell'epoca ed era caratterizzato da un alto contenuto di erotismo, considerati i canoni Rai del tempo ma anche di epoche successive. Oltre a numeri musicali, di danza e di prestidigitazione, ospitava, infatti, diversi striptease, che, pur nei limiti di una presentazione molto elegante, arrivavano al nudo integrale. Le spogliarelliste più note del programma restano probabilmente Serena Grandi e Pamela Prati, tra le italiane, e le Crazy Girls come Rosa Fumetto, Trucula Bon Bon, Olga Waterproof e Diva Terminus.
Nell'estate 1983 (per 9 puntate) e nell'estate 1984 (per 10 puntate) è andato in onda Viaggio nel cappello sulle ventitré con lo scopo di "curiosare dentro il cappello e pescare i momenti migliori".

### Prima stagione
La prima stagione, dal 1 gennaio al 23 luglio 1983, curata da Alberto Argentini, era costituita da 26 puntate, dirette da Fernanda Turvani (le prime 14) e da Mauro Macario (le seconde 12), con musiche originali composte da Pino Presti per le prime puntate e da Aldo Buonocore per quelle successive. Lo spettacolo era prevalentemente a carattere musicale, con ospiti italiani e internazionali e qualche concessione ad atmosfere da night club. I primi conduttori, per 4 settimane, sono stati Gino Paoli e Ombretta Colli.

### Seconda stagione
La seconda stagione, 34 puntate dal 15 ottobre 1983 al 18 agosto 1984, era ancora curata da Alberto Argentini, con la direzione musicale di Aldo Buonocore e la regia di Mario Landi, poi di Mauro Macario. La conduzione passò al solo Paolo Mosca, con la partecipazione di Federico Monti Arduini, che contribuirono anche ai testi dello show, e con la partecipazione della cabarettista Livia Cerini nei panni dell'improbabile seduttrice "Sex Symbol degli anni '90" (e quando si era ancora negli anni '80).

### Terza stagione
La terza stagione, 28 puntate dal 3 novembre 1984 al 27 luglio 1985, era curata da Raoul Morales e Ninni Di Lauro e diretta da Angelo Zito (le prime 12 puntate) e da Mario Landi (le rimanenti 16).

### Quarta stagione
La quarta stagione, 29 puntate dal 9 novembre 1985 al 27 settembre 1986, era scritta da Federico Monti Arduini, Paolo Mosca e Raoul Morales, diretto da Raoul Morales, presentato da Federico Monti Arduini, Paolo Mosca e Rosa Fumetto.